# Деррі Сіті
Футбольний клуб «Де́ррі С́іті» (ірл. Cumann Peile Chathair Dhoire, англ. Derry City Football Club) — північноірландський футбольний клуб з міста Деррі, заснований 1928 року, розформований — 2009. Єдина команда із Північної Ірландії, що виступає у ірландському чемпіонаті. Більшу частину часу команда провела у Вищій лізі, проте у 2009 році через проблеми з контрактами футболістів вона була опущена в Першу лігу, але в наступному же сезоні повернулась до Вищої ліги, посівши перше місце.

## Історія
Клуб був заснований у 1928 році і брав участь у чемпіонаті Північної Ірландії, причому в сезоні 1964-65 він навіть зайняв перше місце. В 1971 році через етнічні і політичні заворушення в Північній Ірландії клуб був змушений проводити домашні матчі в іншому місті за 48 кілометрів від Деррі. Наступного року він вийшов з ліги. Лише у 1985, через 13 років він повернувся у Чемпіонат Ірландії. В сезоні 1988-89 клуб зробив домашній Требл, чого не добивався жоден із ірландських клубів.

## Досягнення
Чемпіонат Північної Ірландії
- Чемпіон (1): 1964—1965

Чемпіонат Ірландії:
- Чемпион (2): 1988—1989, 1996—1997

Кубок Північної Ірландії
- Володар (3): 1948–49, 1953–54, 1963–64

Кубок Ірландії:
- Володар (6) 1988-89, 1994-95, 2002, 2006, 2012, 2022

Кубок ірландської ліги:
- Володар (11): 1988–89, 1990–91, 1991–92, 1993–94, 1999—2000, 2005, 2006, 2007, 2008, 2011, 2018

Кубок Президента:
- Володар (1): 2023

## Виступи в єврокубках
| Сезон   | Турнір                       | Раунд | Суперник          | Вдома | На виїзді | Разом |
| ------- | ---------------------------- | ----- | ----------------- | ----- | --------- | ----- |
| 1964–65 | Кубок володарів кубків       | 1Р    | Стяуа             | 0–2   | 0–3       | 0–5   |
| 1965–66 | Кубок Європейських чемпіонів | 1Р    | Люн               | 3–5   | 5–1       | 8–6   |
| 1965–66 | Кубок Європейських чемпіонів | 1Р    | Андерлехт         | т.п.  | 0–9       | 0–9   |
| 1988–89 | Кубок володарів кубків       | 1Р    | Кардіфф Сіті      | 0–0   | 0–4       | 0–4   |
| 1989–90 | Кубок Європейських чемпіонів | 1Р    | Бенфіка           | 1–2   | 0–4       | 1–6   |
| 1990–91 | Кубок УЄФА                   | 1Р    | Вітессе           | 0–1   | 0–0       | 0–1   |
| 1992–93 | Кубок УЄФА                   | 1Р    | Вітессе           | 0–3   | 1–2       | 1–5   |
| 1995–96 | Кубок володарів кубків       | 1Р    | Локомотив Софія   | 1–0   | 0–2       | 1–2   |
| 1997–98 | Ліга чемпіонів               | 1КР   | Марибор           | 0–2   | 0–1       | 0–3   |
| 2003–04 | Кубок УЄФА                   | КР    | АПОЕЛ             | 0–3   | 1–2       | 1–5   |
| 2006–07 | Кубок УЄФА                   | 1КР   | Гетеборг          | 1–0   | 1–0       | 2–0   |
| 2006–07 | Кубок УЄФА                   | 2КР   | Гретна            | 2–2   | 5–1       | 7–3   |
| 2006–07 | Кубок УЄФА                   | 1Р    | ПСЖ               | 0–0   | 0–2       | 0–2   |
| 2007–08 | Ліга чемпіонів               | 1КР   | Пюнік             | 0–0   | 0–2       | 0–2   |
| 2009–10 | Ліга Європи                  | 2КР   | Сконто            | 1–0   | 1–1       | 2–1   |
| 2009–10 | Ліга Європи                  | 3КР   | ЦСКА Софія        | 1–1   | 0–1       | 1–2   |
| 2013–14 | Ліга Європи                  | 2КР   | Трабзонспор       | 0–3   | 2–4       | 2–7   |
| 2014–15 | Ліга Європи                  | 1КР   | Аберіствіт Таун   | 4–0   | 5–0       | 9–0   |
| 2014–15 | Ліга Європи                  | 2КР   | Шахтар Солігорськ | 0–1   | 1–5       | 1–6   |
| 2017–18 | Ліга Європи                  | 1КР   | Мідтьюлланн       | 1–4   | 1–6       | 2–10  |
| 2018–19 | Ліга Європи                  | 1КР   | Динамо Мінськ     | 0–2   | 2–1       | 2–3   |
| 2020–21 | Ліга Європи                  | 1КР   | Рітеряй           | Н/Д   | 2–3 (дч)  | Н/Д   |

- (Full details)